# الصور المتواصلة التدرج

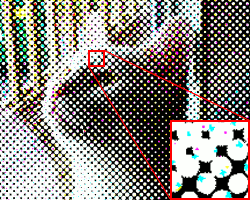
تستخدم العديد من طرق الطباعة نقاطًا نصفية منفصلة من اللون السماوي والأرجواني والأصفر والأسود. ورغم أن الصور ذات النصفية ليست متواصلة الألوان، إلا أنها قد تظهر متواصلة بدقة عالية بما يكفي أو عند مشاهدتها من مسافة بعيدة بما يكفي.

الصور المتواصلة التدرج (بالإنجليزية: A continuous-tone image)‏ هي صورة يمكن فيها لكل لون في أي نقطة في الصورة أن ينتقل بسلاسة بين الظلال، بدلاً من تمثيلها بواسطة عناصر منفصلة مثل التدرج النصفي أو البكسل.
من امثلتها الظواهر الطبيعية، الصور المنتجة بعمليات طباعة تناظرية معينة، مثل النقش الغائر، والطباعة الخشبة، والطباعة الحجرية، واللوحات. لا تُعد المطبوعات ذات التدرج النصفي مثل طباعة الاوفست والأفلام التقليدية، والشاشات الرقمية ذات تدرج متواصل لأنها تعتمد على عناصر منفصلة لإنشاء الصورة. ينطبق المصطلح عندما يكون المظهر سلسًا للغاية بحيث تكون الفجوات بين القيم اللونية غير محسوسة.